# Клиффорд, Харви
Харви Клиффорд (англ. Harvey Clifford; 18 сентября 1926, Ок-Пойнт, Манитоба — 13 января 1982, Норт-Палм-Бич, Флорида) — канадский горнолыжник. Участник зимних Олимпийских игр 1948 года.

## Биография
Харви Клиффорд родился 18 сентября 1926 года в канадской невключённой территории Ок-Пойнт.
Впоследствии жил в Оттаве.
В 1948 году вошёл в состав сборной Канады на зимних Олимпийских играх в Санкт-Морице. В скоростном спуске поделил 28-29-е места с Гектором Сазерлендом из Канады, показав результат 3 минуты 14,1 секунды и уступив 19,1 секунды завоевавшему золото Анри Орейе из Франции. В слаломе занял 19-е место, показав по сумме двух заездов результат 2.23,7 и уступив 13,4 секунды победителю Эди Рейнальтеру из Швейцарии. В комбинации занял 21-е место с 20,34 очка, уступив 17,07 очка выигравшему золото Анри Орейе из Франции.
В 1952 году был тренером сборной Канады по горнолыжному спорту на зимних Олимпийских играх в Осло.
Был директором лыжных школ в Канаде и США, впоследствии — генеральным директором и вице-президентом лыжного курорта Маунт-Сноу в американском штате Вермонт, владельцем расположенной там же горнолыжной зоны Глен-Эллен.
В течение двух лет был президентом Канадского альянса лыжных инструкторов, в течение четырёх лет — его главным экзаменатором.
Умер 13 января 1982 года в американской деревне Норт-Палм-Бич.

## Память
В 1988 году был введён в Зал славы канадского лыжного спорта.
В 1992 году был введён в Зал спортивной славы Оттавы.

## Семья
Племянница — Бетси Клиффорд (род. 1953), канадская горнолыжница. Участница зимних Олимпийских игр 1968 и 1976 годов, чемпионка мира 1970 года.